# Seymeria scabra
Seymeria scabra är en snyltrotsväxtart som beskrevs av Asa Gray. Seymeria scabra ingår i släktet Seymeria och familjen snyltrotsväxter. Inga underarter finns listade i Catalogue of Life.